# Hanfwerder
Die Insel Hanfwerder ist die größte Insel in der Lieps, einem See im Stadtgebiet von Neubrandenburg. Ihre heutige Größe beträgt annähernd 20.000 m². Sie liegt zwischen dem Ostufer der Lieps und dem Bacherswall. Das Zentrum der Insel besteht aus einer teilweise unter Wasser liegenden Horst. Durch jahrelange archäologische Untersuchungen konnte festgestellt werden, dass es hier im 11.–13. Jahrhundert eine ovale slawische Inselburg gab. Sie war durch zwei Holzbrücken mit der Halbinsel Nonnenhof und dem Ostufer der Lieps verbunden. Am östlichen Ufer lag eine zur Burg gehörende Vorburgsiedlung. Nicht weit davon entfernt lag ein größeres Körpergräberfeld, das ebenfalls aus der Zeit der Inselburg stammt. Es ist anzunehmen, dass hier die Angehörigen des Adels aus der Burg beigesetzt wurden. Reiche Grabbeigaben lassen diese Vermutung zu. Bei den Untersuchungen auf der Insel, die ab 1974 vom Archäologen Volker Schmidt geleitet wurden, legte man die ehemalige östliche Toreinfahrt, sowie das Wallsystem der Burg frei. Der Wall bestand demnach aus einer circa einen Meter breiten Holzkonstruktion, an deren Innenwand sich gleich die slawischen Wohnbauten anschlossen. Außerdem barg man acht Sporen, die nachweislich nur von Adligen getragen wurden. Heute ist die Insel bewaldet und im Sommer stark verwuchert. Von einer einstigen Burganlage ist hier nichts mehr wahrzunehmen.
Schriftliche Überlieferungen zu der Anlage gibt es nicht, dennoch wird vermutet, dass alle slawischen Bauten in der Lieps zum sagenumwobenen Rethra gehörten.